# Římskokatolická farnost Raná u Loun
Římskokatolická farnost Raná u Loun (lat. Ranna) je církevní správní jednotka sdružující římské katolíky na území obce Raná a v jejím okolí. Organizačně spadá do lounského vikariátu, který je jedním z 10 vikariátů litoměřické diecéze. Centrem farnosti je kostel Všech svatých v Rané u Loun.

## Historie farnosti
Datum založení tzv. staré farnosti (první farnosti) není známo. Později na místě staré farnosti byla zřízena expozitura k farnosti Louny. Matriky jsou vedeny od roku 1756.  Od roku 1849 byla v místě zřízena lokálie. Farností se kanonicky Raná opět stala od roku 1857.

### Duchovní správcové vedoucí farnost
Začátek působnosti jmenovaného v duchovní správě farnosti od:
- 1777   cap. exp. Anton. Schwab, † 8. 10. 1809
- 1809   cap. exp. vacat
- 1810   cap. exp. Franc. Rubesch, n. 3. 10. 1783 Neobolesl, o. 17. 8. 1809, † 8. 4. 1864
- 1827   cap. exp. Anton. Hossa, n. 8. 7. 1779 Wemschen., 9. 9. 1804, † 8. 1. 1832
- 1832   cap. exp. Joann. Wikner, n. 29. 3. 1801 Borecens. o. 4. 9. 1827
- 1851   proto-loc. (prvolokalista) Joann. Wikner, n. 29. 3. 1801 Borecens., o. 4. 9. 1827
- 1858   proto-par. (prvofarář) Joann. Wikner, n. 29. 3. 1801 Borecens. o. 4. 9. 1827, † 18. 1. 1868
- 1868   Jos. Pelc, n. 18. 11. 1830 Přepeř, o. 25. 7. 1854, † 18. 5. 1889
- 1889   Steph. Váňa, n. 20. 12. 1847 Wemschen., o. 5. 7. 1874, † 11. 8. 1928
- 1902   par. vacat, admin. interc. Theod. Rokos
- 1903   Theod. Rokos, n. 5. 6. 1865 Wemschen, o. 16. 5. 1889
- 1912   Henr. Langner, n. 1. 9. 1870 Pecka, o. 10. 7. 1898, † 29. 12. 1956
- 1939   par. vacat, admin. interc. Joann. Wollmann
- 1. 1.  1941   par. vacat, admin. interc. Josef Herkner
- 1. 9.  1946    Oldřich Vinduška
- 24. 2. 1951   Bedřich Lehman
- 1. 8.  1952    Josef Jiran
- 1. 5.  1953    Imrich Göttinger
- 26. 9. 1953   František Krátký
- 19. 1. 1954  Václav Bošek OFM Cap.
- 1. 10. 1992   Rudolf Prey, admin. exc. z Postoloprt
- 1. 9.  2013   Josef Peňáz, admin. exc. z Postoloprt
- 15. 4. 2015    Radim Vondráček, admin. exc. z Postoloprt[3]

Kromě kněží stojících v čele farnosti, působili ve farnosti v průběhu její historie i jiní kněží. Většinou pracovali jako farní vikáři, kaplani, katecheté, výpomocní duchovní aj.

## Území farnosti
Do farnosti náleží území obce:
- Hrádek (Hradek[4])[p 2]
- Mnichov (Minichhof)[p 2]
- Raná (Rannay)[p 2]

## Římskokatolické sakrální stavby na území farnosti
| | Fotografie | Stavba               | Místo   | Bohoslužby                      | Zeměpisné souřadnice             | Status       | Číslo kulturní památky           |
| Kostel | Kostel     | Kostel               | Kostel  | Kostel                          | Kostel                           | Kostel       | Kostel                           |
| --- | ---------- | -------------------- | ------- | ------------------------------- | -------------------------------- | ------------ | -------------------------------- |
| 1. |            | Kostel Všech svatých | Raná    | bližší informace o bohoslužbách | 50°24′40″ s. š., 13°46′45″ v. d. | farní kostel | 43358/5-1384 (Pk•MIS•Sez•Obr•WD) |
| Kaple |            |                      |         |                                 |                                  |              |                                  |
| 2. |            | Kaple sv. Jiří       | Mnichov | bližší informace o bohoslužbách | 50°25′7″ s. š., 13°48′31″ v. d.  | kaple        | —                                |
| Některé drobné sakrální stavby a pamětihodnosti lze dohledat zde v databázi Drobné sakrální památky Zaniklé sakrální stavby lze dohledat zde v databázi Poškozené a zničené kostely, kaple a synagogy v České republice |            |                      |         |                                 |                                  |              |                                  |

Ve farnosti se mohou nacházet i další drobné sakrální stavby, místa římskokatolického kultu a pamětihodnosti, které neobsahuje tato tabulka.

## Příslušnost k farnímu obvodu
Z důvodu efektivity duchovní správy byl vytvořen farní obvod (kolatura) farnosti – děkanství Postoloprty, jehož součástí je i farnost Raná, která je tak spravována excurrendo.

## Galerie

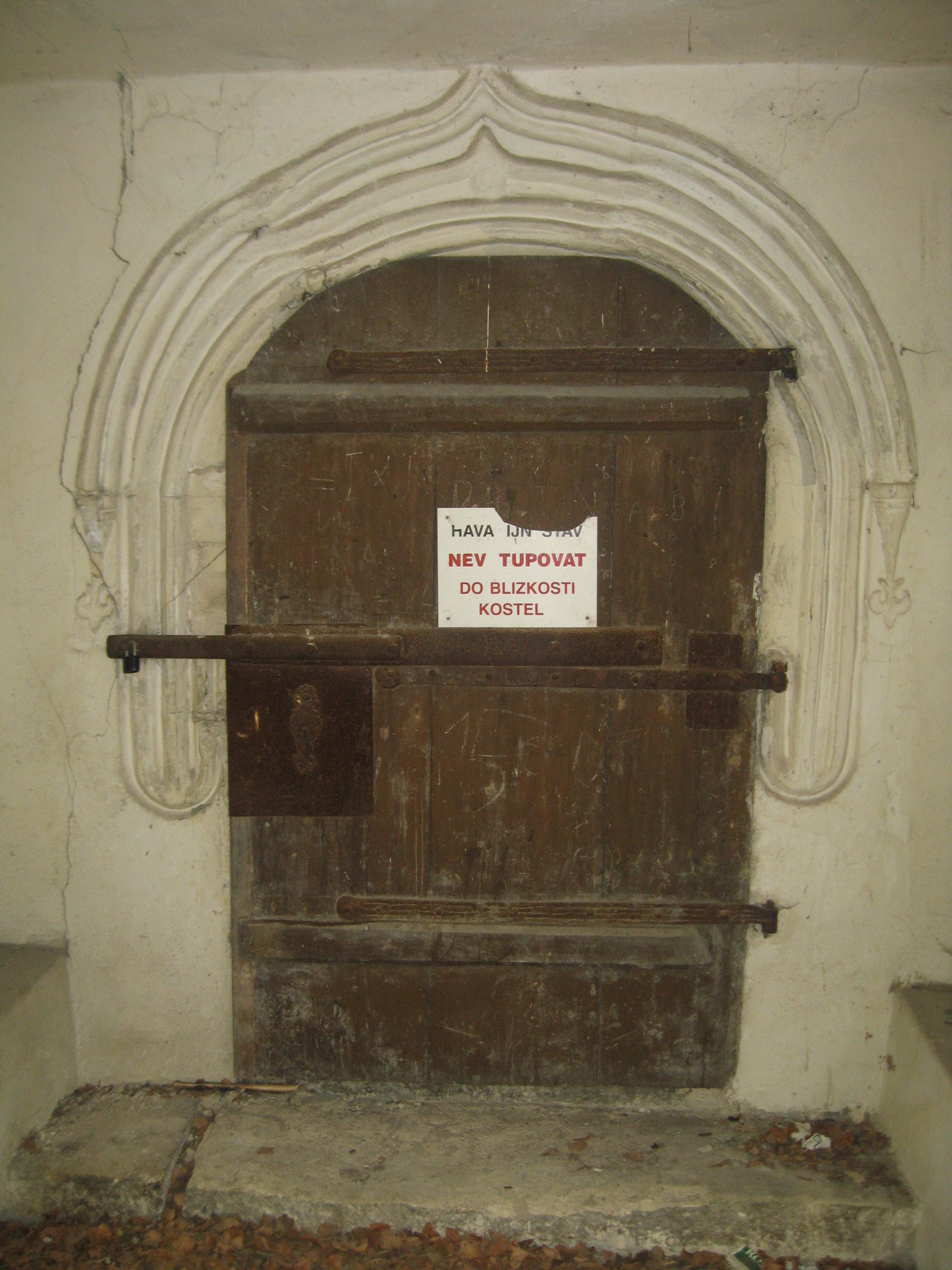
Portál kostela Všech svatých v Rané
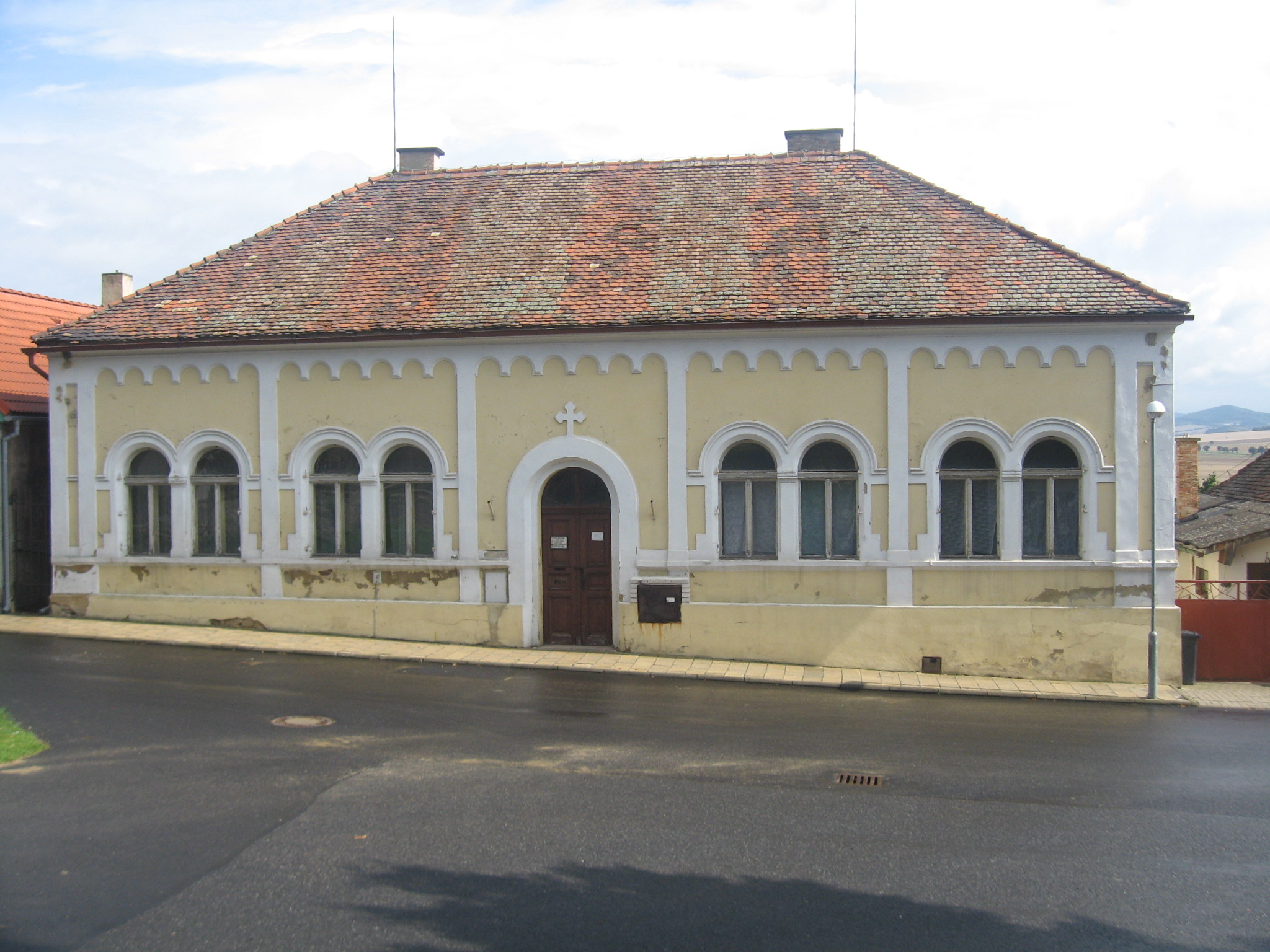
Farní budova v Rané
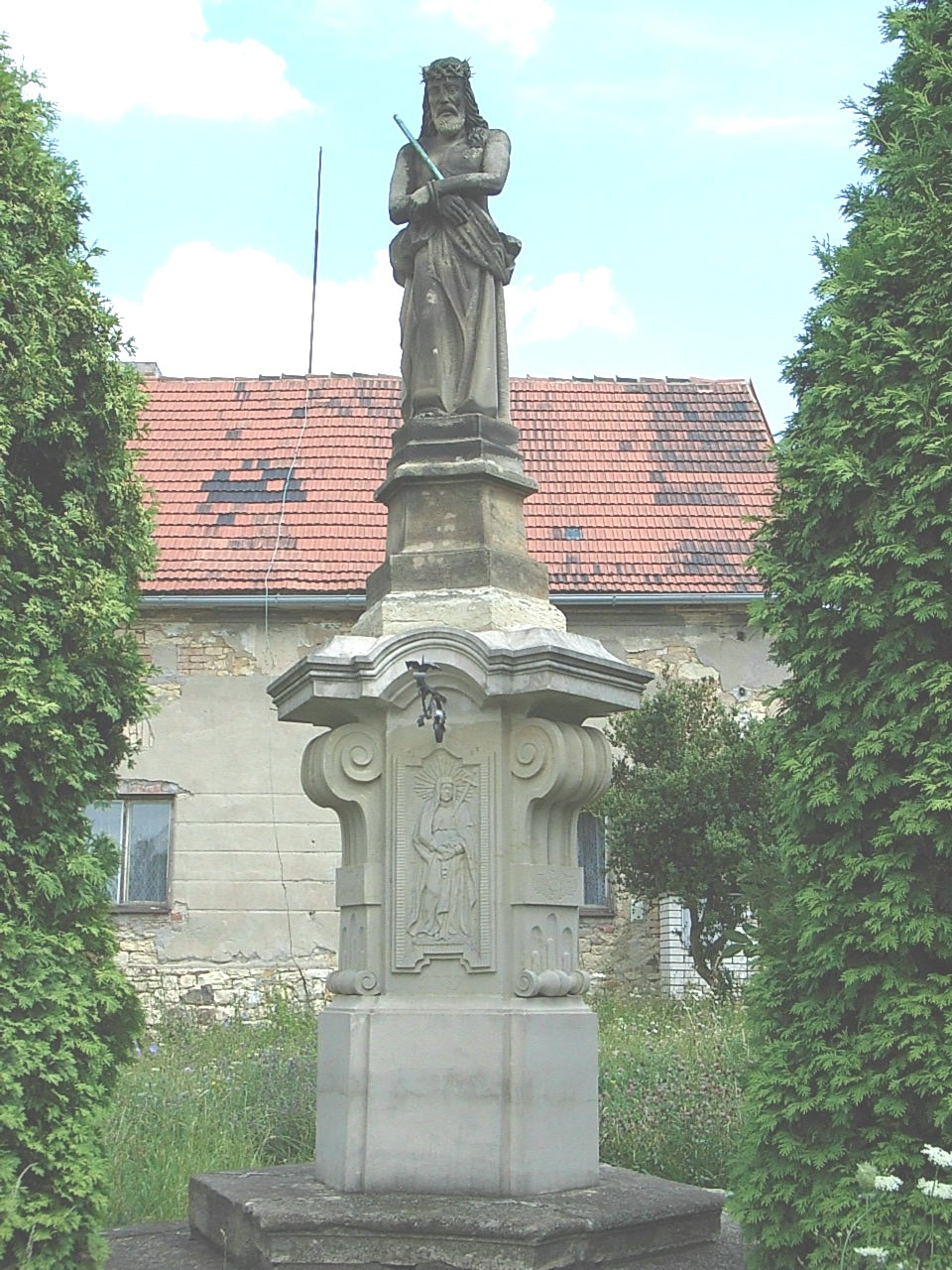
Socha Ecce homo v Rané
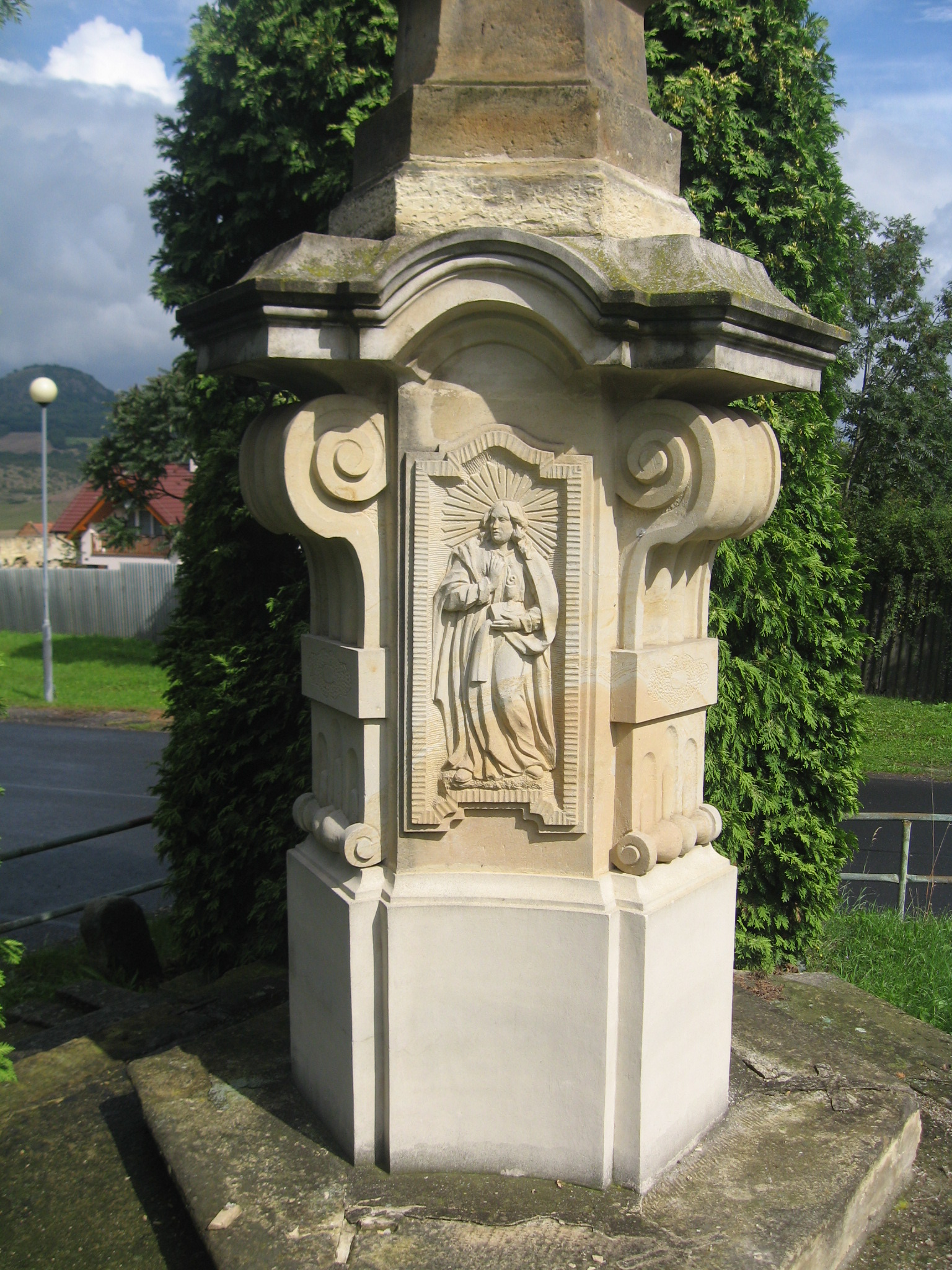
Detail soklu sochy Ecce homo v Rané